# 에르뱅 옹장다
에르뱅 옹장다(Hervin Ongenda, 1995년 6월 24일, 파리 ~)는 프랑스의 축구 선수로, 현재 세리에 B의 키에보에서 공격수로 활약하고 있다.

## 경력
옹장다는 2013년 1월 6일, 아라와의 쿠프 드 프랑스 경기에서 프로 축구에 첫 발을 내디뎠다. 2013년 8월 3일, 그는 FC 지롱댕 드 보르도와의 트로페 데 샹피옹에 출전하였다. 그는 이 경기에서 73분에 하비에르 파스토레와 교체 투입되었다. 그는 교체 출전 8분만에 PSG의 동점골을 득점하였다. 이후 알레스가 96분에 득점하면서 PSG의 승리로 끝났다. 그는 2013년 8월 9일, 몽펠리에 HSC와의 경기에서 리그 1 경기에 처음 출전하였다.

## 수상
파리 생제르맹
- 리그 1: 2013–14
- 트로페 데 샹피옹: 2013, 2014